# Bras du Nord (Rivière Yamachiche)
Bras du Nord är ett vattendrag i Kanada.   Det ligger i provinsen Québec, i den sydöstra delen av landet, 240 km öster om huvudstaden Ottawa.
I omgivningarna runt Bras du Nord växer i huvudsak blandskog. Runt Bras du Nord är det ganska tätbefolkat, med 65 invånare per kvadratkilometer.